# Хирургия (рассказ)
Хирургия — рассказ А. П. Чехова. Написан в 1884 году, впервые опубликован в журнале «Осколки» 11 августа 1884 года. Этот рассказ высмеивает людей, которые берутся за то, что не умеют делать (в данном случае - это хирургия).

## Публикации
Рассказ А. П. Чехова «Хирургия» был написан в августе 1884 года. Впервые опубликован в юмористическом литературно-художественном еженедельном журнале «Осколки» от 11 августа 1884 года с подзаголовком «Сценка» и подписью А. Чехонте (Антоша Чехонте).
В 1886 году рассказ был включён в сборник «Пёстрые рассказы», в последующем со стилистическими поправками включён в собрание сочинений Чехова,издаваемое А. Ф. Марксом. Для собрания сочинений А. П. Чехов заменил в рассказе часть просторечных слов на литературные.
При жизни Чехова рассказ был переведён на болгарский, польский и сербскохорватский язык.

## Сюжет
Рассказ написан по жизненным впечатлениям Чехова, имеющего медицинское образование. М. П. Чехов увязывал появление сюжета рассказа с проживанием Чехова летом 1884 года в городе Воскресенске и работой врачом в Чикинской земской больнице. Писатель П. А. Сергеенко увязывает возникновение сюжета с актёрскими импровизациями братьев Антона и Александра Чеховых.
Действие рассказа происходит в Земской больнице. Однажды доктор больницы уехал жениться и больных стал принимать фельдшер Сергей Кузьмич Курятин. В это время в больницу явился церковный дьячок Ефим Михеич Вонмигласов, у которого сильно заболел зуб. Осмотрев зуб, Курятин решил его удалить. Под вопли дьячка он долго тянул изо рта больной зуб, но в итоге сломал его. Во время этой процедуры вежливые фельдшер и пациент вконец переругались.

## Экранизации
- 1909 — Хирургия (режиссёр Пётр Чардынин: первая экранизация произведений А. П. Чехова (фильм не сохранился))
- 1939 — Хирургия (режиссёр Ян Фрид: дебют в кино)
- Длинный язык. Беззащитное существо. Хирургия (Польша, режиссёр Эстера Воднарова (телесериал «Телевизионный театр»))
- 1966 — Хирургия / Chirurgie (ТВ) (Нидерланды)
- 2019 — «Who Is Next?» («Кто следующий?») по рассказу «Хирургия». Режиссёр-постановщик, автор сценария и художник-постановщик Бэно Аксёнов, оператор Андреас Шнель, музыкальное оформление и исполнение произведений Александра Скрябина — Артур Аксёнов. «Germersheim Film Studio», Johannes-Gutenberg-Universität Mainz (Germersheim), die Deutsche Tschechow-Gesellschaft e.V. und Literarisches Museum „Tschechow-Salon“ Badenweiler.